# Mrákotín (okres Chrudim)
Obec Mrákotín se nachází v okrese Chrudim v Pardubickém kraji. Leží v mírném údolí mezi městy Hlinsko a Skuteč v nadmořské výšce 453 m. Žije zde 337 obyvatel. Obcí protéká Mrákotínský potok pramenící v ranských lesích. Obec má dvě soukromé prodejny potravin, obecnou knihovnu a zemědělské družstvo vlastníků, které se věnuje chovu krůt a kuřat.
Významným spolkem v obci je Sbor dobrovolných hasičů, který v roce 1995 slavil sté výročí založení. Přírodní zajímavostí jsou tři chráněné stromy, které se v obci nacházejí.

## Historie
První dochovaná zmínka pochází z roku 1456. Historie tvrdí, že název obce je odvozen od jména knížete Mrákoty, který dostal tuto obec darem v roce 1512. Kníže Mrákota žil na panství Rychmburk v Předhradí. Kníže Mrákota, byl v průběhu 16. a 17. století majitelem rychty. Rychta měla svoji vlastní pečeť, v jejímž středu byl okřídlený kůň a její obvod lemoval nápis. Na základě těchto historických podkladů byl obci předán 14. 5. 1996 znak a prapor s okřídleným koněm v červené barvě na stříbrném poli umístěném na španělském štítě.

## Části obce
- Mrákotín
- Oflenda

## Galerie

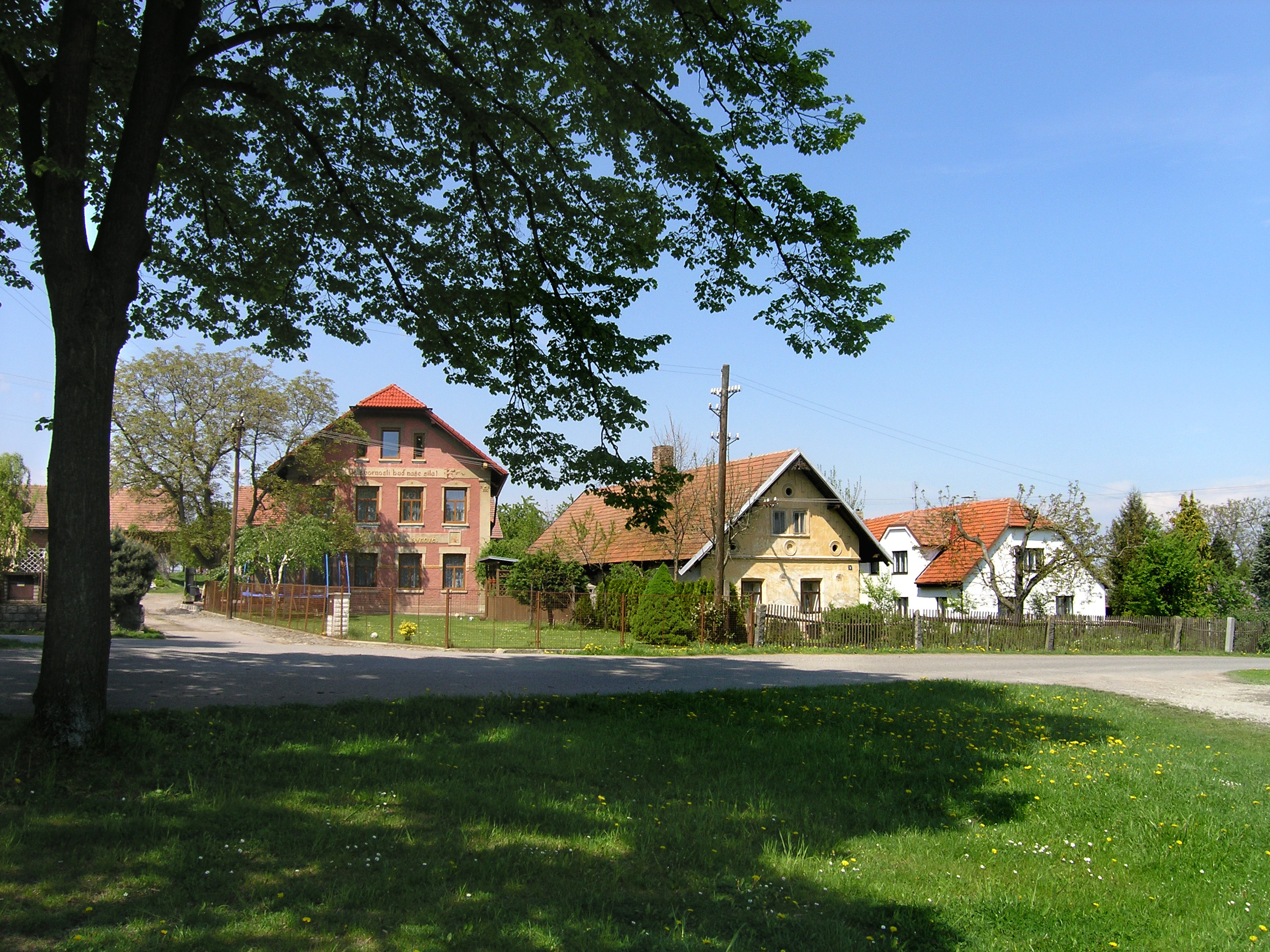
Náves
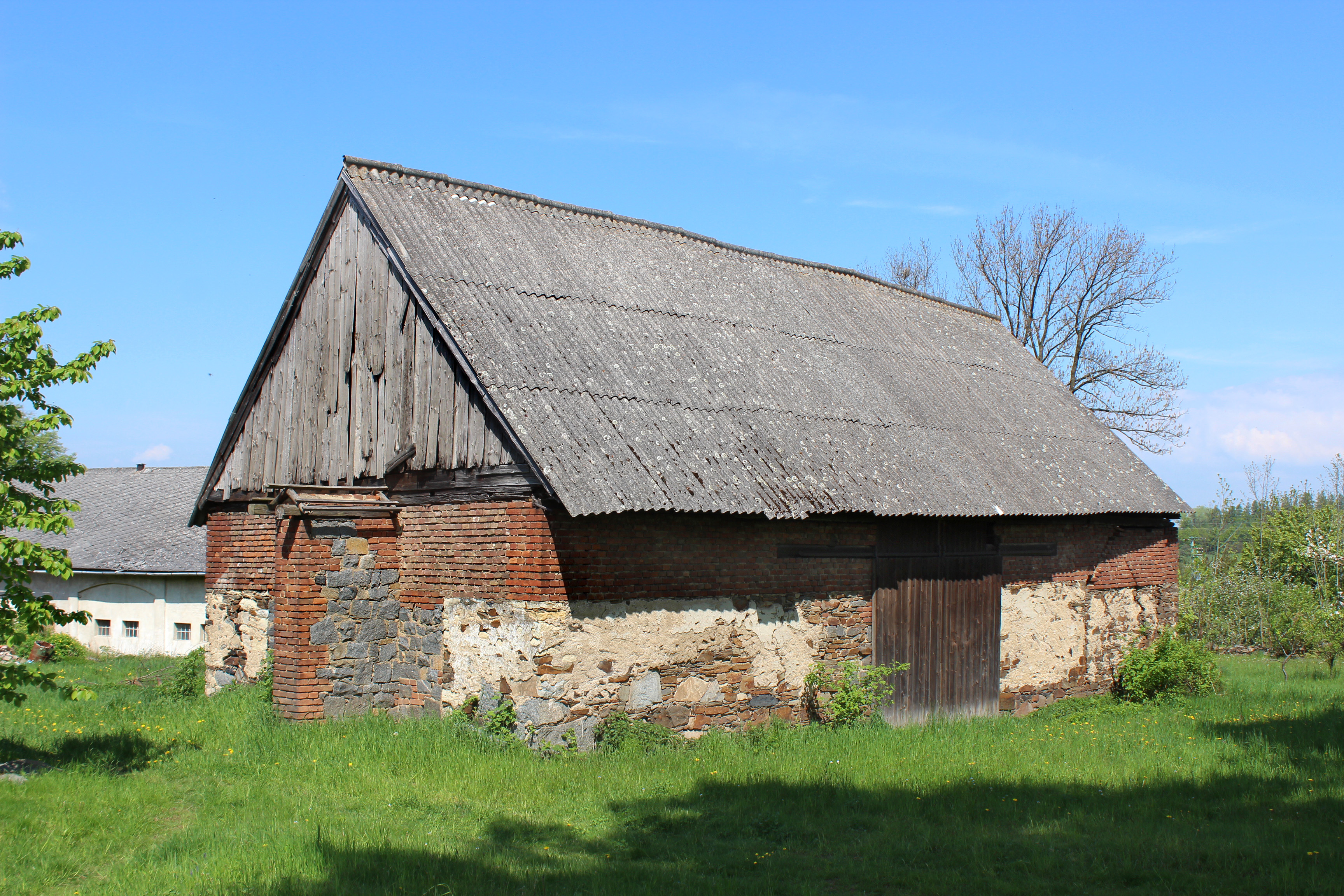
Poloopravená stodola
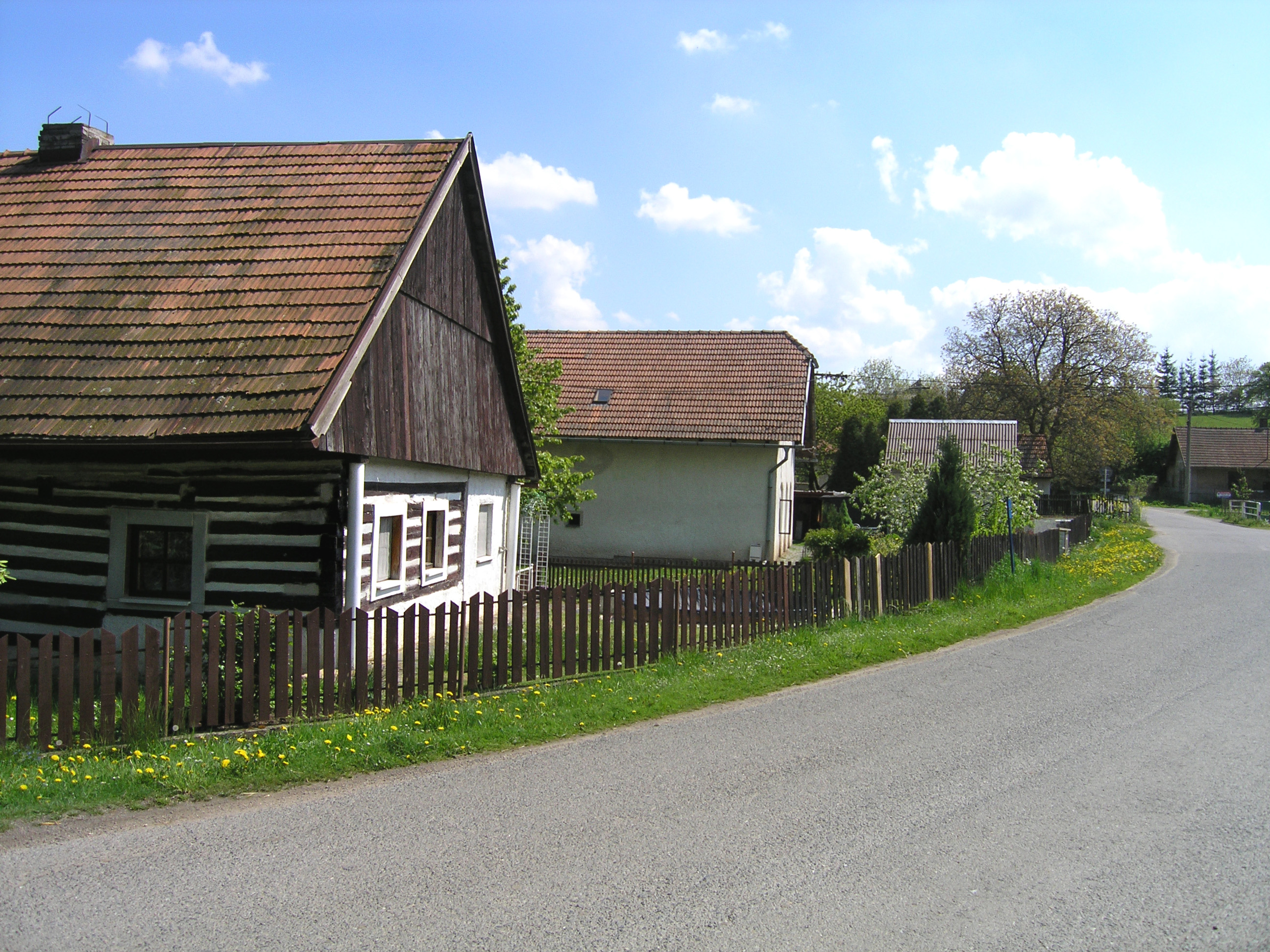
Silnice na sever k Prosetínu
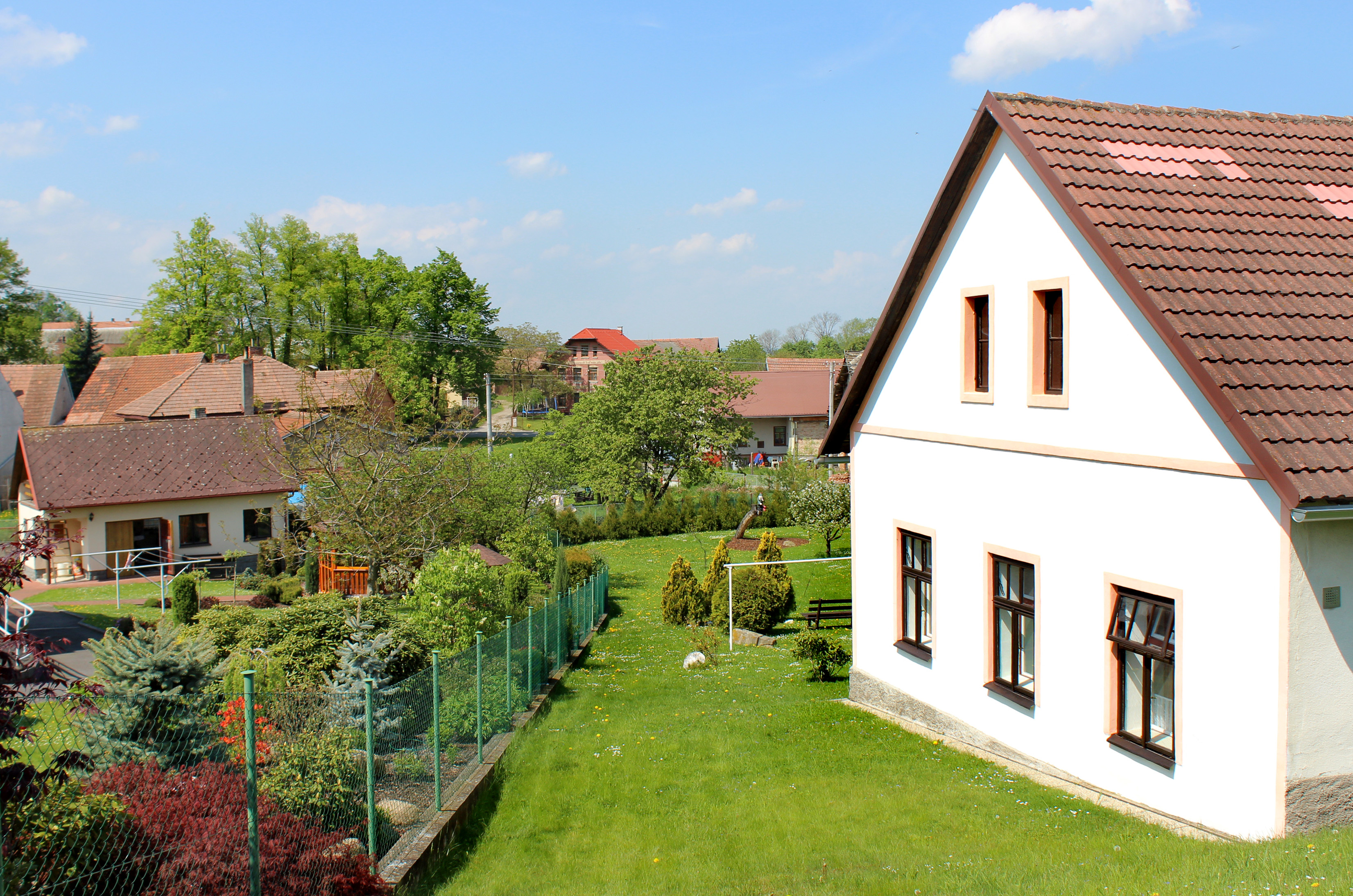
Domky podél Mrákotínského potoka